# Winnebago

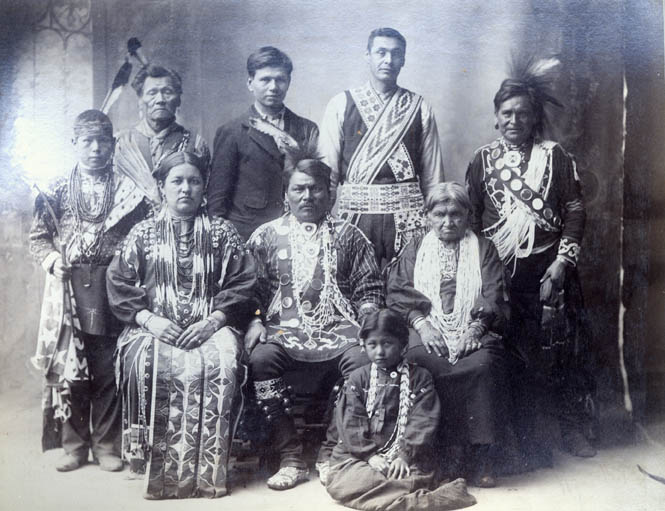

Los winnebago son un grupo indígena americano del grupo lingüístico siux. Sus tierras ancestrales se extendían entre la bahía de Green Bay, en el lago Míchigan, y el lago Winnebago, en Wisconsin (EE.UU).

## Denominación

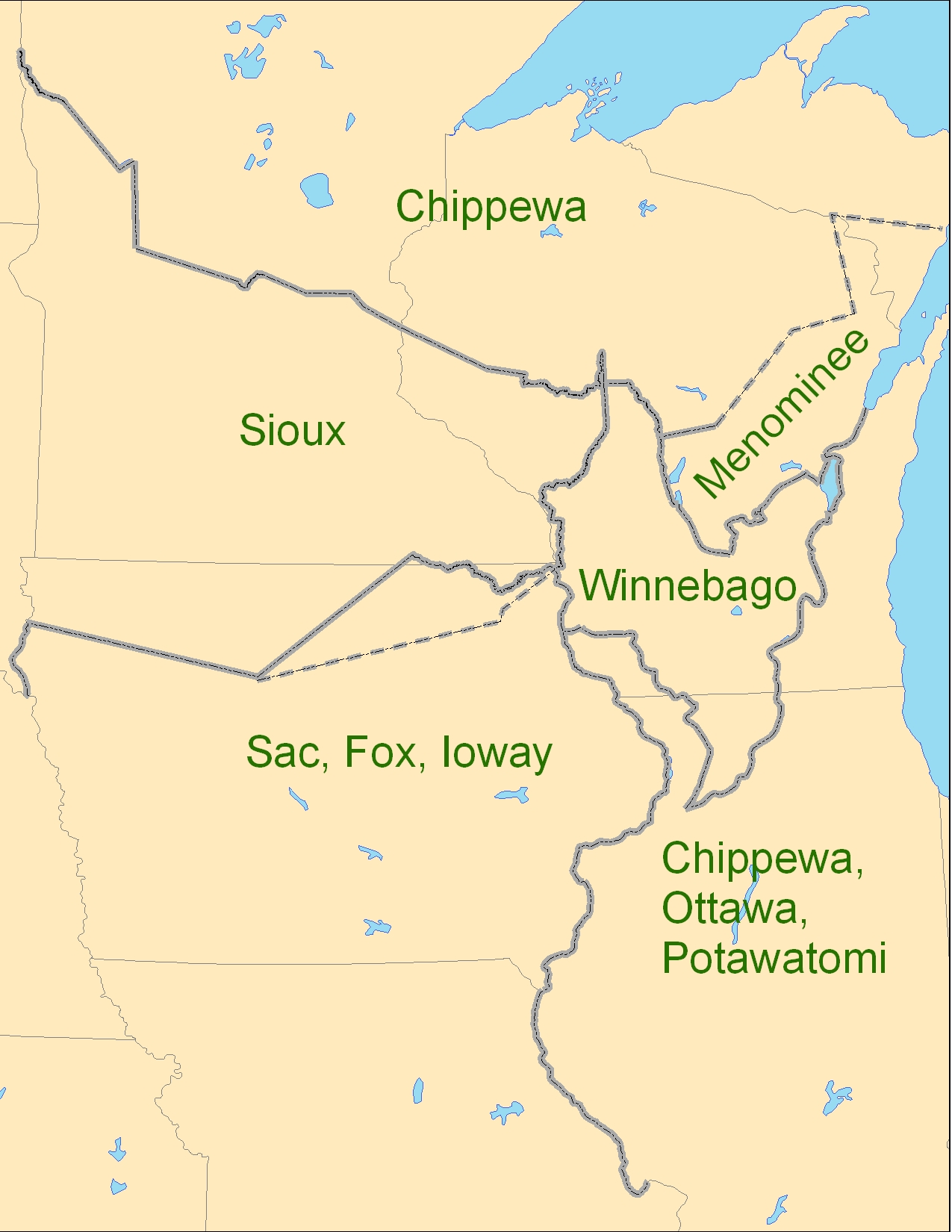
Delimitación del territorio de los winnebago según el tratado de Praire du Chien (1825)

Winnebago no es el nombre autóctono de este grupo. El término viene del idioma de los fox, que los llamaban ouinipegouek que significa pueblo de las aguas apestosas. En origen no era un término despectivo, pues se refiere a las aguas ricas en algas del río Fox y del lago Winnebago. Sin embargo al pasar al francés quedó reducido a pueblo apestoso, que escribían puan. Los ingleses les llamaron stinkard, traduciendo del francés.
En este punto a los winnebago ya no les gustaba el nombre que los fox les habían dado. Tradicionalmente se habían autodenominado hochungra, el pueblo del gran idioma. A finales del siglo XX optaron por fijar la ortografía del nombre tribal en ho-chunk.

## Lengua
Llamada hocak, la lengua de los winnebago pertenece al grupo siux, lo que los hace únicos en el contexto de los Grandes Lagos. Sus vecinos hablaban lenguas algonquinas. Su lengua es idéntica a la de los iowa, otoe y missouri, pueblos que —según sus tradiciones comunes— debieron de separarse de los winnebago poco antes de la llegada de los blancos en el siglo XVII.
Aunque los siux (agrupación de lakota, nakota y dakota son los que han dado nombre al grupo lingüístico, parece que los winnebago tienen una posición importante. Su lengua está fuertemente emparentada con la de los osage, quapaw, omaha, kansa y ponca, así como con los mandan de Dakota del Norte. Además también aparece una fuerte relación con las tribus del grupo lingüístico siux que habitaban en el sudeste de los EE. UU. Los winnebago ocupaban una posición central en las antiguas tierras de las lenguas siux, con Wisconsin en el medio del eje que une Dakota del Norte con Carolina del Sur, la franja siux.

## Población y organización

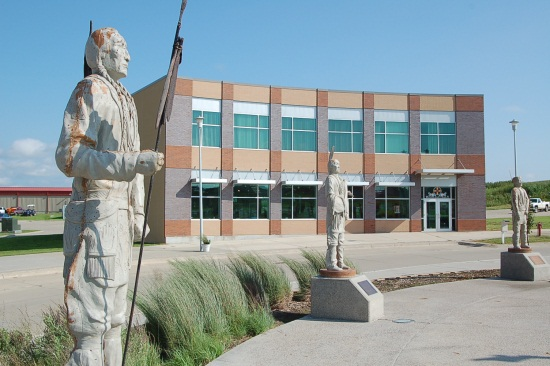
Reserva ho-chunk en Nebraska.

Los winnebago se distribuyen actualmente en dos grupos:
- La nación ho-chunk, con sede en Wisconsin, aunque organizada globalmente -todo miembro de la nación puede votar al consejo, y los distritos del consejo cubren todo el planeta.
- La tribu winnebago de Nebraska, con una reserva en dicho estado (y algunos fragmentos en la vecina Iowa). La reserva está treinta kilómetros al sur de Sioux City (Iowa).

La nación ho-chunk estima sus miembros en 6 399 (agosto de 2004, cifra para la redistribución de distritos electorales). De ellos 4 480 en Wisconsin y 11 fuera de los EE. UU.
La tribu winnebago de Nebraska calcula tener 4 000 miembros, de ellos 2 600 en su reserva.